# Paolo Jacobini
Paolo Jacobini (Roma, 26 settembre 1919 – Roma, 29 agosto 2003) è stato un calciatore e allenatore di calcio italiano, di ruolo difensore o centrocampista.

## Carriera

### Giocatore
Dopo aver disputato il campionato di Prima Divisione 1937-1938 con il Trastevere passa alla Roma, con la quale disputerà, fino al 1948, 132 partite in serie A. Successivamente vestì anche le maglie di Napoli, Latina e Chinotto Neri.

### Allenatore
Allenò per una stagione la Viterbese.

## Curiosità
Nel 1948 compare, insieme ad altri calciatori, nel film 11 uomini e un pallone, diretto da Giorgio Simonelli, nella parte di se stesso.

## Palmarès
- Campionato italiano: 1

Roma: 1941-1942